# Земун

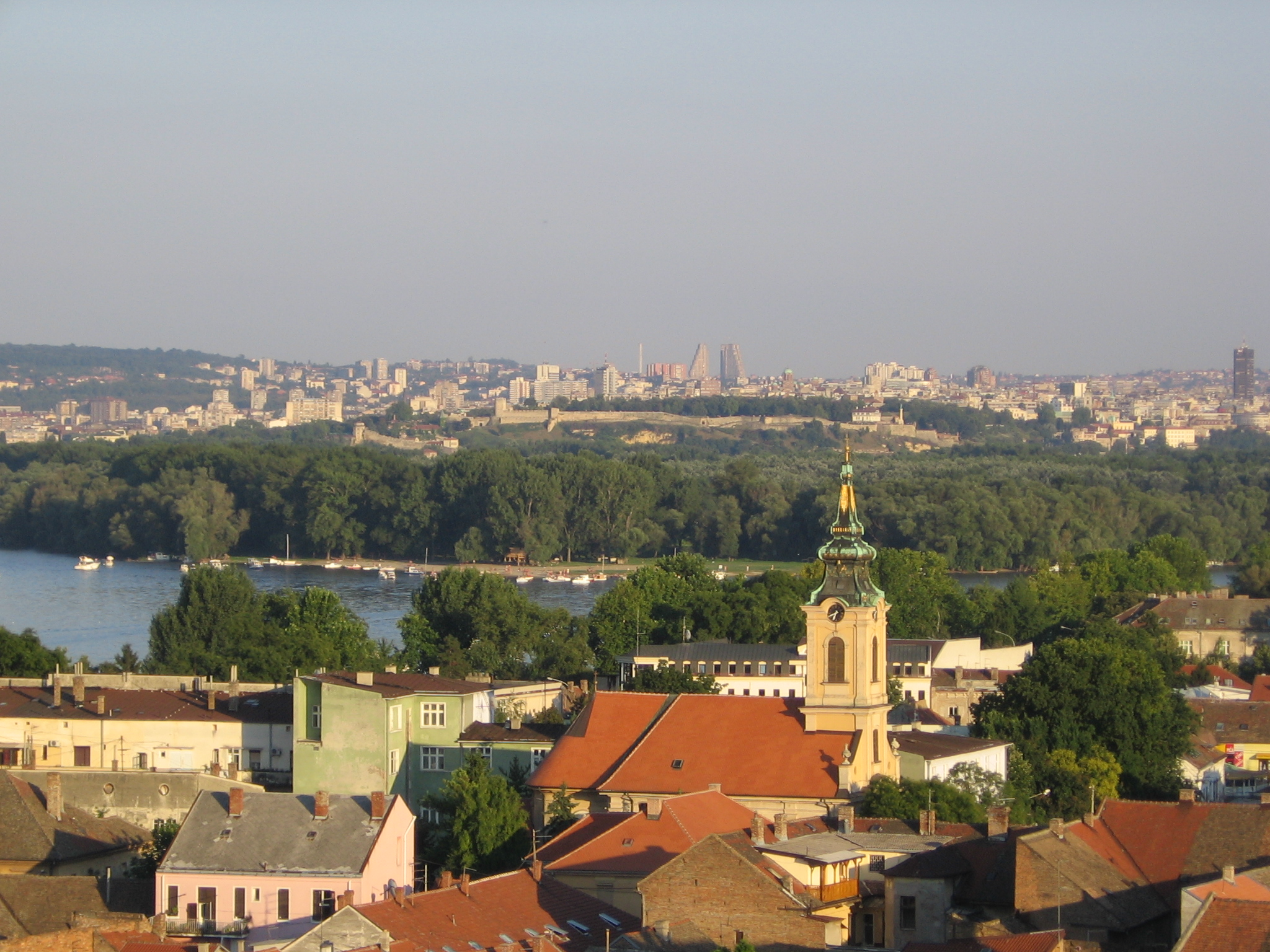
Вид на Белград із Земуна

Земун (серб. Земун, Zemun, нім. Semlin, угор. Zimony) — колишнє місто в Сербії, нині район Белграда, розташований на правому березі Дунаю і лівому березі Сави, центр громади Земун. Його населення — 153 тисячі жителів.

## Історія

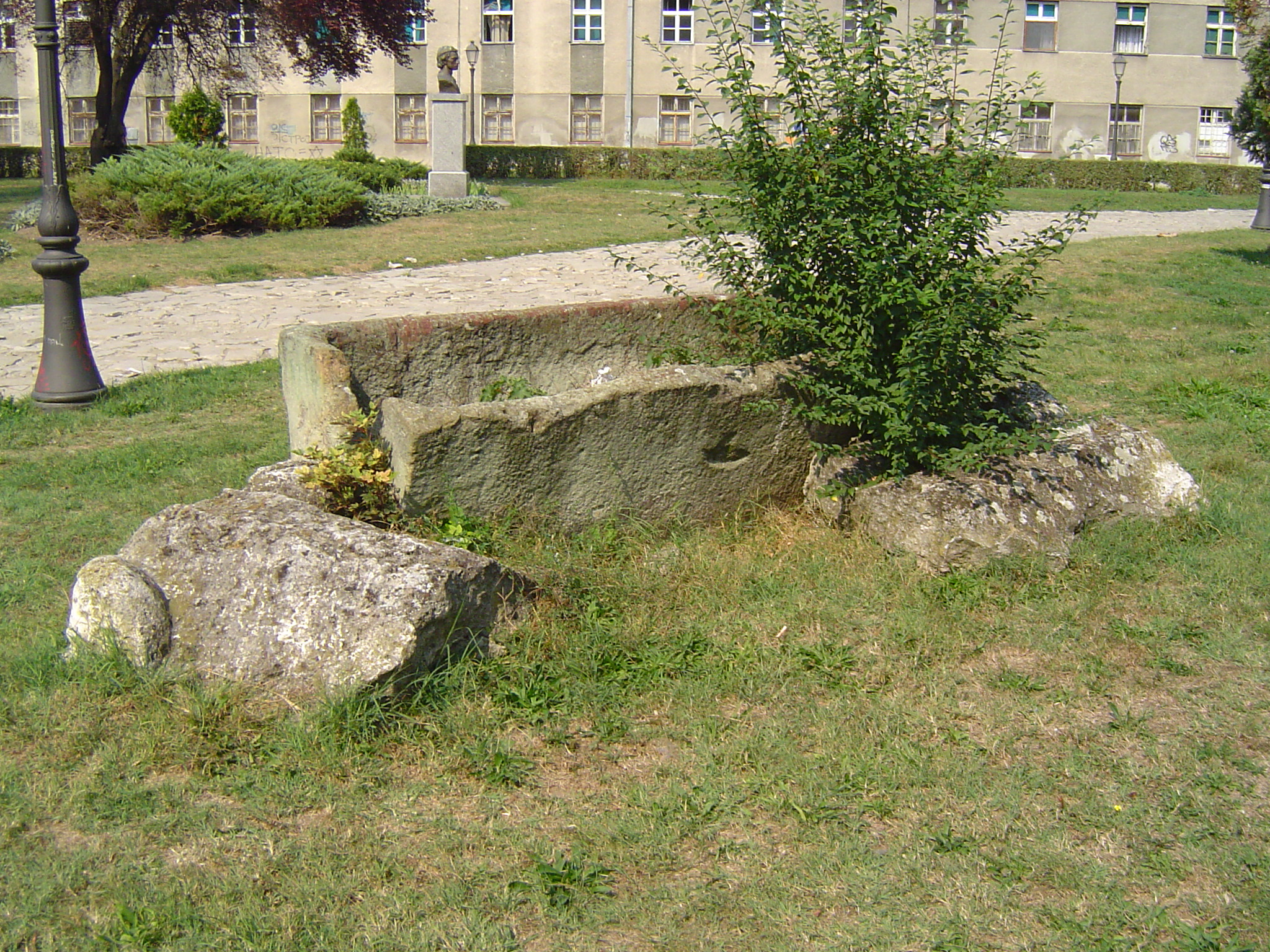
Римський саркофаг

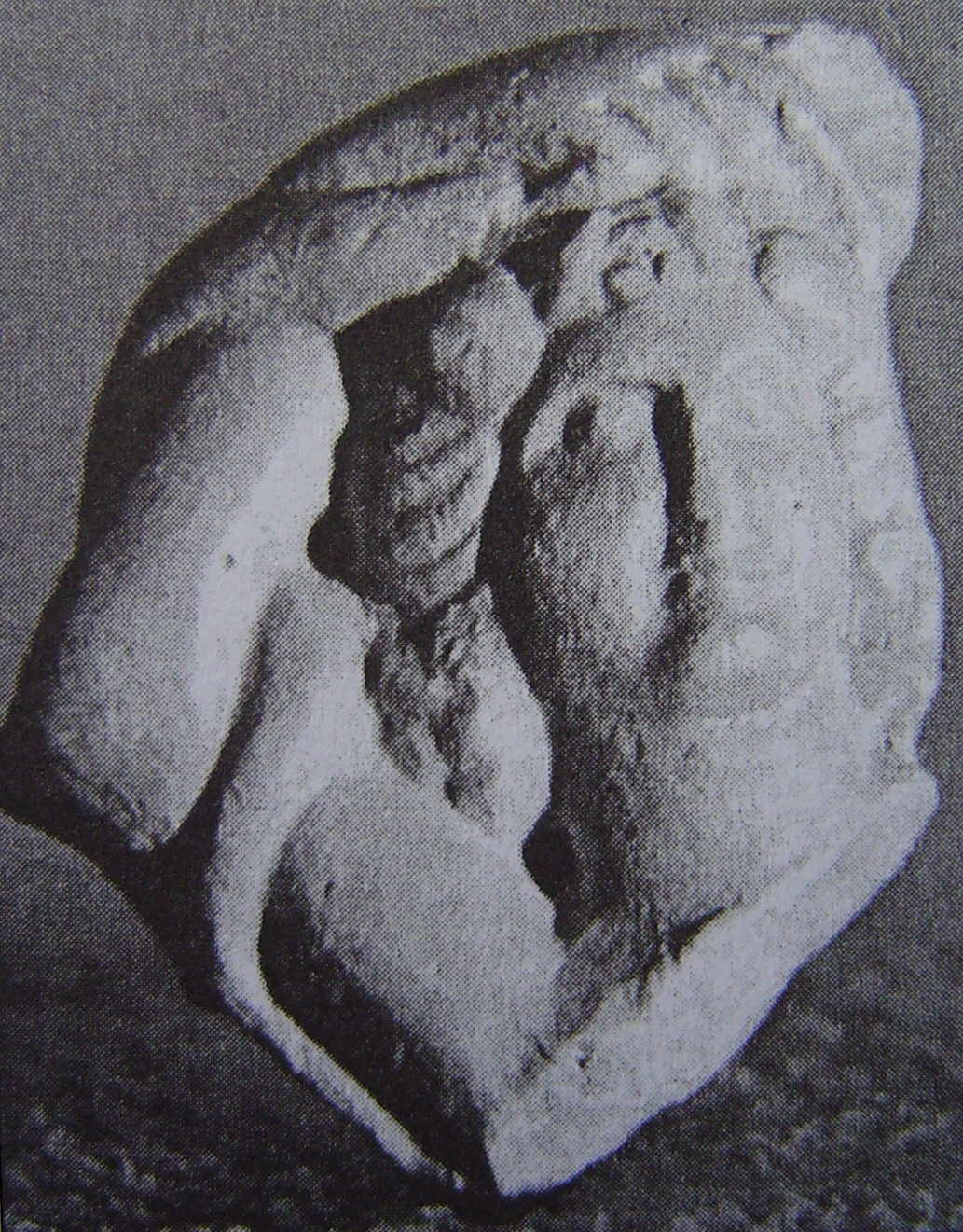
Рельєф, знайдений у Земуні

У часи стародавнього Риму на місці сучасного Земуна знаходилося поселення Таврун (Taurunum), яке зникло в епоху Великого переселення народів. Перші письмові згадки про Земун, назва якого походить від слов'янського слова земля, датуються XII століттям. У 1127 році Белград і Браничево були завойовані угорським королем Стефаном II, який організував похід на Візантію. Під час повернення він зруйнував Белград, камені якого були використані при зведенні стін Земуна.
За часів середньовіччя Земун був окремим містом на південному кордоні угорської держави. Проте розташований на протилежному березі Белград завжди перевершував його по значенню. Подібний розподіл ролей зберігався і в складі Османської імперії з 1541 до 1718 року. У наступній епосі Земун був прикордонним і митним містом Австро-Угорщини, перебуваючи на кордоні з Османською імперією, пізніше з Сербією. Стратегічне розташування Земуна біля впадіння в Саву та Дунай робило його епіцентром тривалих прикордонних воєн між Габсбурзькою та Османською імперіями.
Після Пожаревацького миру (1718), і потім Белградського миру (1739), Османська імперія була витіснена з південно-східного Срема, а Земун опинився на кордоні двох імперій — Габсбурзької монархії та Османської імперії. Після неодноразових змін було встановлено військово-цивільне управління, причому Земун у складі Габсбурзької монархії і її військового кордону став вільним військовим комунітетом (територіальною громадою).
Завдяки закінченню воєн розпочався прискорений розвиток економіки та громадянського суспільства, купецтва і ремісничої верстви. Розвиток прикордонного міста проявлявся у збільшенні чисельності населення, будівництві громадських і приватних будівель та розширенні території населеного пункту, у якому жили серби, німці, євреї, греки, арумуни та інші народи.
Белградський договір 1739 року остаточно зафіксував межі у 1746 р.
У 1754 році населення Земуна включало 1900 православних християн, 600 католиків, 76 євреїв та близько 100 ромів. У 1777 році населення Земуна налічувало 1130 будинків із 6 800 жителями, половина з яких були етнічними сербами, а іншу половину населення складали католики, євреї, вірмени та мусульмани. Серед католицького населення найбільшу етнічну групу становили німці. З цього періоду походить посилене заселення Земуна німцями й угорцями.

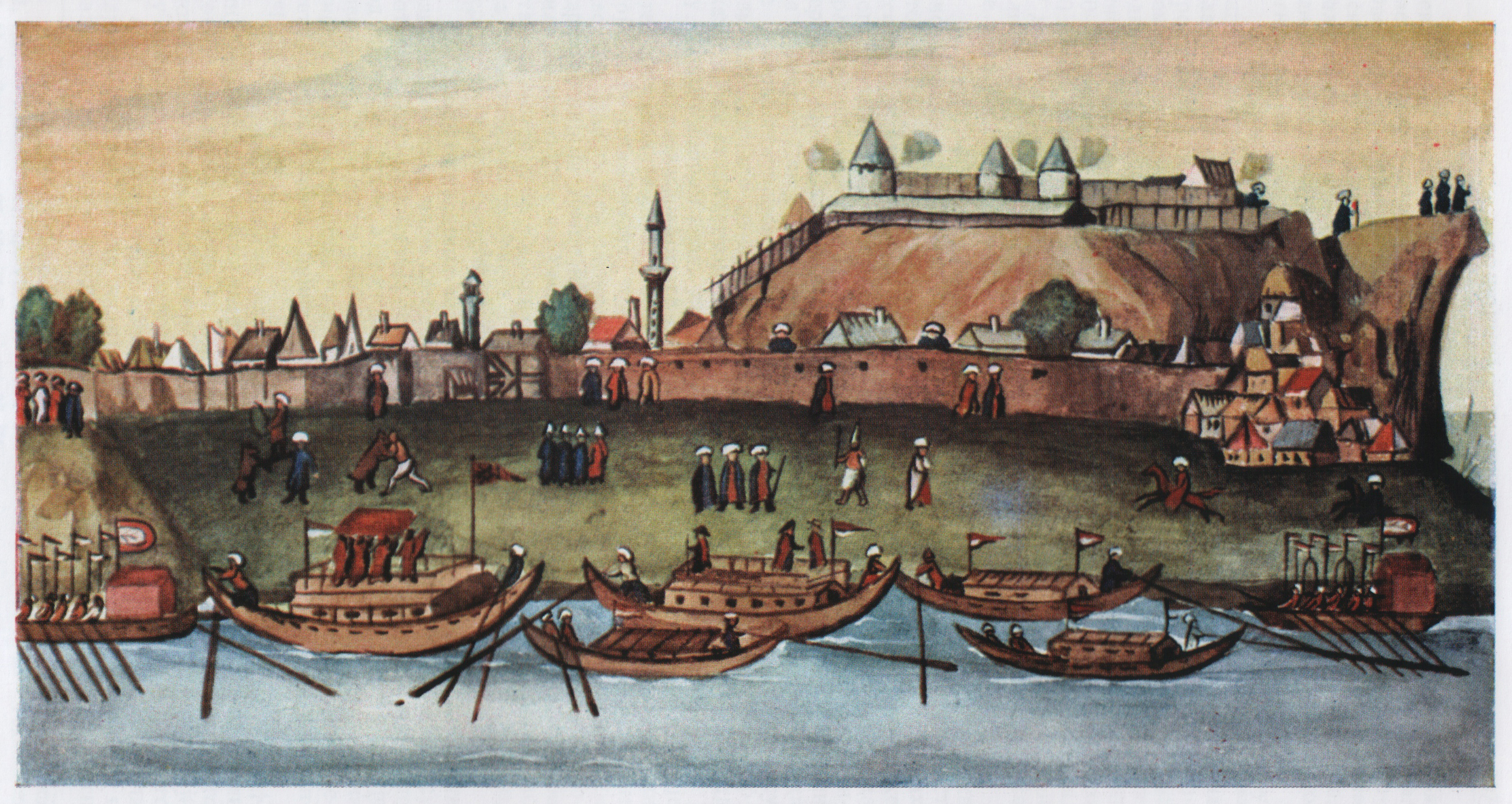
Панорама Османського Земуна 1608 року.

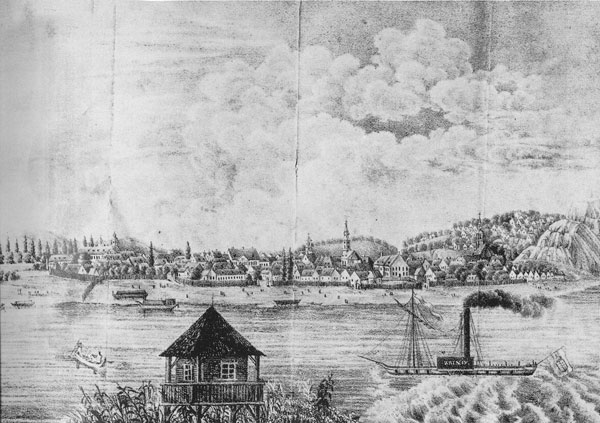
Панорамний вид на Земун у ХІХ столітті

Після розпаду Австро-Угорщини Земун нетривалий час входив до Сремської жупанії Королівства Хорватія і Славонія, перш ніж у 1918 році увійшов до складу Королівства Югославія, що до 1929 року називалося Королівством сербів, хорватів і словенців.
З 1934 року Земун став частиною Белграда, однак знову був окремим містом з 1941 по 1944 рік у складі фашистської Незалежної держави Хорватія. Після війни Земун знову став районом югославської столиці.
Міжнародну популярність здобув названий на честь цього району земунський злочинний клан, який у березні 2003 року організував вбивство сербського прем'єра Зорана Джинджича. У тому ж році від Земуна відділився район Сурчин.

## Спорт
Земун є рідним містом футбольного клубу «Земун», який грає у другій сербській лізі.

## Знамениті особистості
- Димитрій Давидович, сербський політик, дипломат, письменник, журналіст і публіцист.
- Стефан IV, король Угорщини, який став після інтронізації візантійським губернатором фортеці.
- Матея Кежман, футболіст
- Александар Коларов, футболіст
- Михайло Максимович (1760—1819) — сербський письменник і перекладач, народився у Земуні.
- Альберт Надь, сербський футболіст.
- Деян Станкович, сербський футболіст
- Йован Суботіч (1817—1886) — сербський письменник і політик.
- Рахела Ферарі — актриса театру і кіно.

## Міста-побратими
- Медлінг (Австрія)
- Оффенбах (Німеччина)